# Heinrich-Böll-Stiftung
Die Heinrich-Böll-Stiftung e. V. (hbs) ist die parteinahe Stiftung von Bündnis 90/Die Grünen. Rechtlich und wirtschaftlich ist sie ein eingetragener Verein ohne Stiftungsvermögen. Mit ihrem Namensgeber, dem Schriftsteller und Literaturnobelpreisträger Heinrich Böll, verbindet die Stiftung laut ihrem Leitbild „die Verteidigung von Freiheit, Zivilcourage, streitbare Toleranz sowie die Wertschätzung von Kunst und Kultur als eigenständigen Sphären des Denkens und Handelns“.

## Strukturen

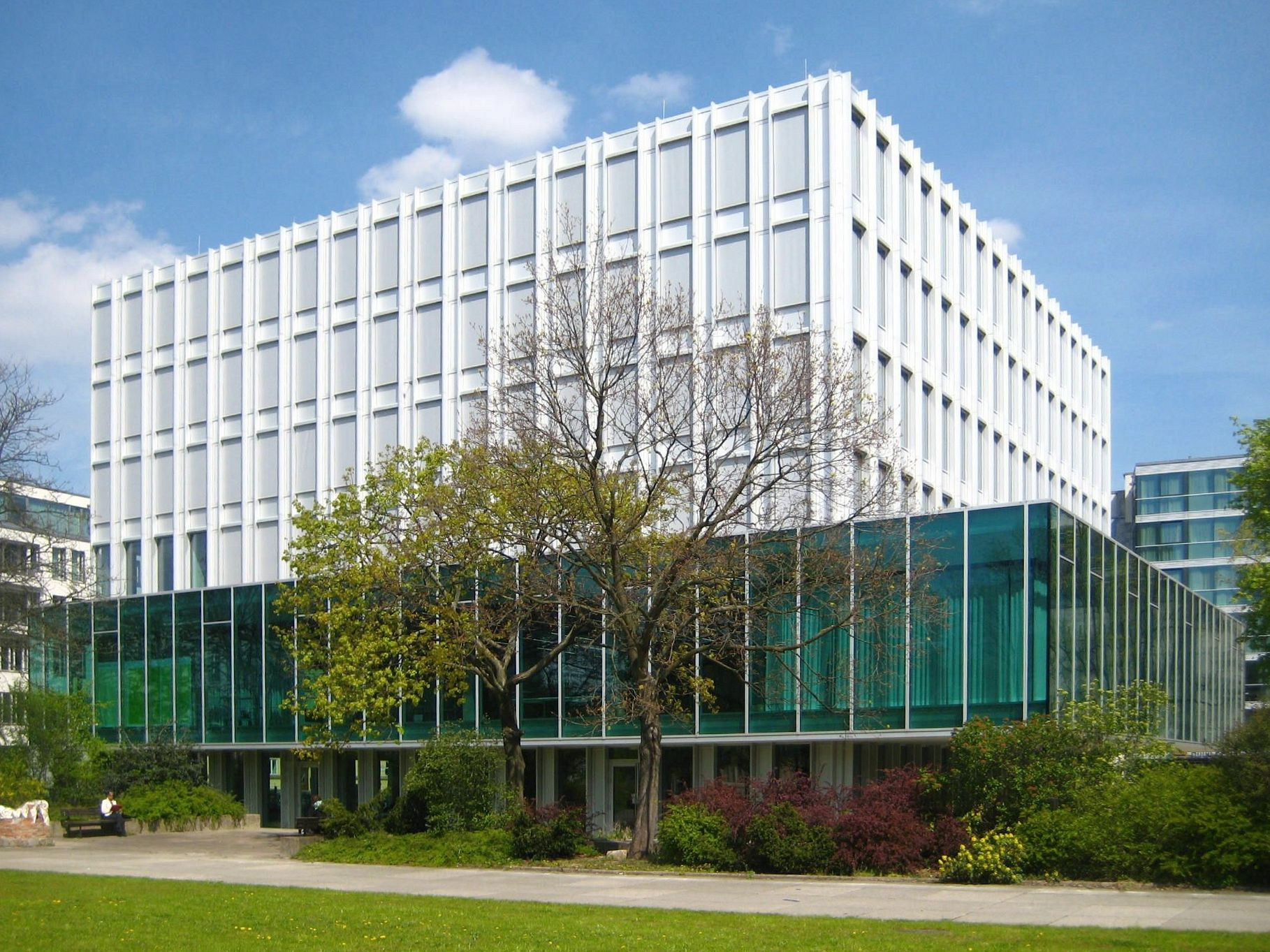
Zentrale der Heinrich-Böll-Stiftung in Berlin-Mitte, Schumannstr. 8 (Westseite)

Die Bundesstiftung ist Teil des föderal organisierten Stiftungsverbunds, der sich aus den sechzehn rechtlich und organisatorisch eigenständigen Landesstiftungen zusammensetzt. Die Landesstiftungen verfügen über einigen Einfluss und stellen in der Mitgliederversammlung, dem obersten beschlussfassenden Stiftungsorgan, 16 von insgesamt 49 Mitgliedern (mehr im Abschnitt Landesstiftungen). Die restlichen Mitglieder kommen aus der Bundespartei bzw. Bundestagsfraktion von Bündnis 90/Die Grünen (je 4) und dem Kreis der „Freundinnen und Freunde der Heinrich-Böll-Stiftung“ (25).
Die satzungsgemäßen Aufgaben sind „die politische Bildung im In- und Ausland zur Förderung der demokratischen Willensbildung, des gesellschaftspolitischen Engagements und der Völkerverständigung“. Dabei orientiert sich die Stiftung an den politischen Grundwerten Ökologie, Demokratie, Solidarität und Gewaltfreiheit. Dazu kommen die Gemeinschaftsaufgabe „Teilhabe, Geschlechterdemokratie und Antidiskriminierung“ sowie das Querschnittsthema „Digitalisierung“, welche die gesamte Arbeit durchziehen.
Zur Stiftung gehören:
- das Studienwerk der Heinrich-Böll-Stiftung, das Stipendien an Studierende und Promovierende vergibt
- das Gunda-Werner-Institut für Feminismus und Geschlechterdemokratie
- Grüne Akademie, versteht sich als „Denkwerkstatt zu den politischen und kulturellen Fragen der Zeit“.
- die Weiterbildungsakademie GreenCampus
- das Archiv Grünes Gedächtnis
- 34 Auslandsbüros (Stand 2023)[5]

Auf europäischer Ebene ist die Bundesstiftung Mitglied der Green European Foundation. Darüber hinaus ist sie Mitglied im European Network of Political Foundations (ENoP).

## Geschichte

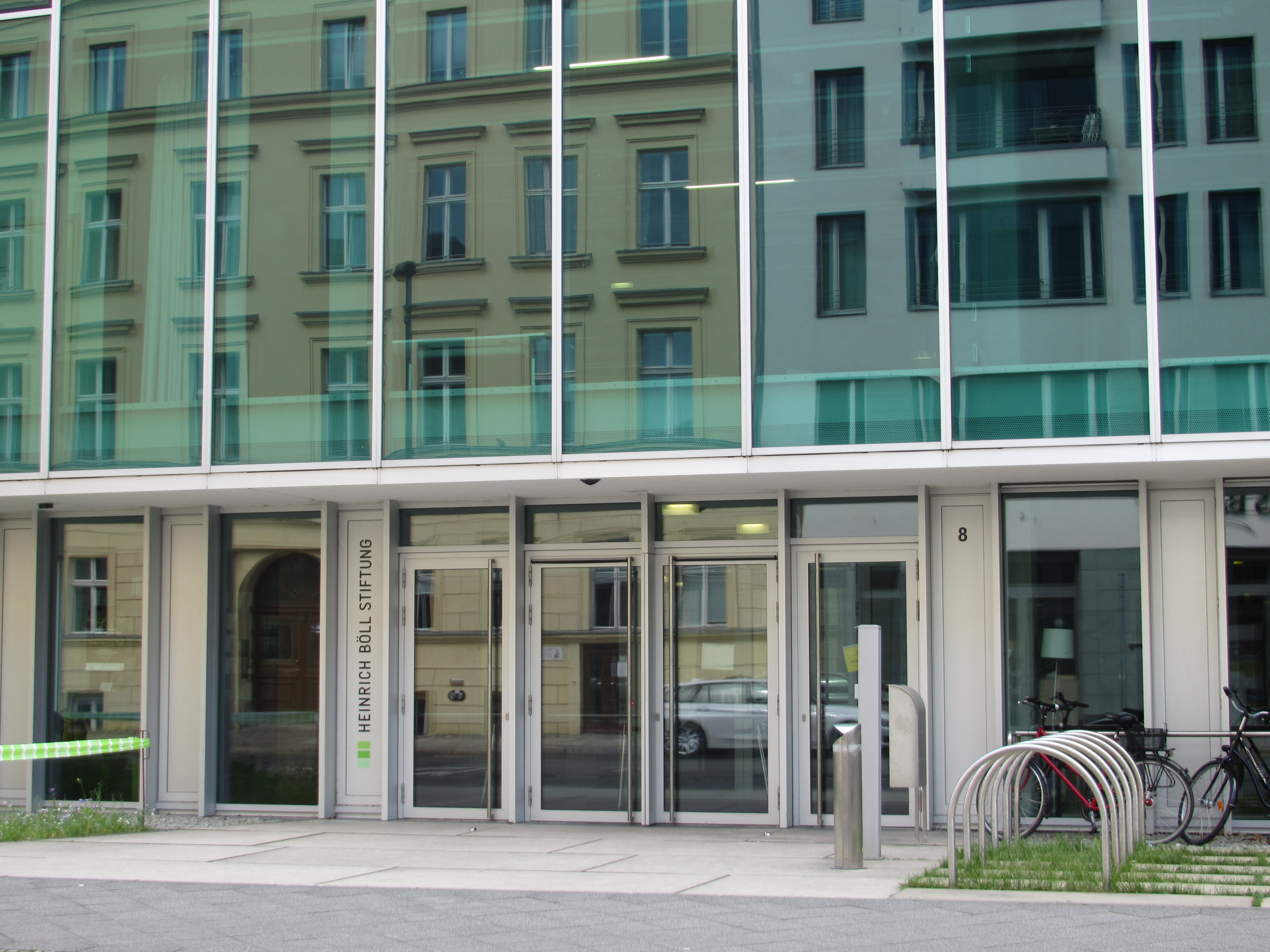
Heinrich-Böll-Stiftung (Eingangsbereich)

Bereits vor 1983 verfügten Die Grünen in einigen der damals zehn Bundesländer Westdeutschlands über parteinahe Landesstiftungen. Diese hatten schon vor 1983 versucht, eine der Partei nahestehende Stiftung auf Bundesebene zu gründen. Neben den Landesstiftungen gab es bundesweit eine den Grünen nahestehende, von Frauen aus der Frauenbewegung getragene Frauenanstiftung in Hamburg. Die Bundeskonferenz unabhängiger Friedensgruppen und der Bundeskongress entwicklungspolitischer Aktionsgruppen trugen die „alte“ Heinrich-Böll-Stiftung mit Sitz in Köln.
Einige Jahre lang war in der Anfangszeit von grüner Bewegung und Partei umstritten, ob es sinnvoll und wünschenswert sei, eigene parteinahe Stiftungen ins Leben zu rufen. Diese Diskussion war Teil der Geschichte der Grünen, die sich zu Beginn durchaus als Anti-Partei verstanden und, was die parteinahen Stiftungen anging, kritisierten, dass diese in der Praxis einer ungerechten, indirekten Parteienfinanzierung dienten. Für die Grünen reichte deshalb am 31. Januar 1983 die Kanzlei Schily, Becker, Geulen beim Bundesverfassungsgericht eine Organklage ein. Klagegrund war nicht nur die indirekte Parteienfinanzierung mit Bundesgeldern, sondern auch, dass diese Mittel ausschließlich an die etablierten Parteien gingen, was nach Ansicht der Kläger gegen den Gleichheitsgrundsatz des Grundgesetzes verstoße. In seinem Urteil, das erst 1986 erging, erklärte das Bundesverfassungsgericht die Finanzierung der parteinahen Stiftungen durch die öffentliche Hand für rechtens, mahnte aber an, dass die Unabhängigkeit der Stiftungen bislang ungenügend gewesen sei und gestärkt werden müsse.
Die Politikwissenschaftlerin Tine Stein fasste dieses Urteil wie folgt zusammen:

„Aus Sicht des BVerfG sprachen keine verfassungsrechtlichen Bedenken gegen die staatliche Finanzierung politischer Bildungsarbeit durch politische Stiftungen. Der Grundsatz der staatlichen Neutralität sei dann nicht verletzt, wie das Gericht in seinem Urteil von 1986 aus Anlass der Klage der Grünen im Wesentlichen ausführte, wenn die politischen Stiftungen de jure und de facto unabhängig von den Parteien seien und wenn die Chancengleichheit gewahrt sei, also Offenheit gegenüber „Newcomern“ im politischen Bereich besteht. In diesem Zusammenhang hat das Gericht auch betont, dass die staatliche Finanzierung der Tätigkeitsfelder der politischen Stiftungen im öffentlichen Interesse liegt.“

Nach diesem Urteil mussten die Grünen entscheiden, ob – und wenn ja, in welcher Form – sie eine parteinahe Stiftung haben wollten. Zu diesem Zweck wurde am 24. August 1986 von der Partei eine Stiftungs-Kommission eingesetzt. Die Initiative zur Gründung der Heinrich-Böll-Stiftung konstituierte sich am 14. September 1986 in Köln. Am 1. Juli 1988 gründeten die Vertreter der damals existierenden acht grünnahen Landesstiftungen den Verein Buntstift-Föderation grünnaher Landesstiftungen und Bildungswerke e. V. mit Sitz in Göttingen. Am 26. Juli 1988 wurde der Stiftungsverband Regenbogen e. V. als Dachverband der Einzelstiftungen Buntstift, Frauen-Anstiftung und der alten Heinrich-Böll-Stiftung ins Leben gerufen, eine Konstruktion, die erforderlich war, weil nur über einen solchen Dachverband Bundesmittel für eine parteinahe Stiftung beantragt werden konnten. Am 15. August erkannte der Bundesvorstand der Grünen den Stiftungsverband Regenbogen als die ihm nahestehende politische Stiftung an.
Die Fusion der Einzelstiftungen zur neuen Heinrich-Böll-Stiftung wurde auf einer Bundesversammlung von Bündnis 90/Die Grünen im März 1996 in Mainz in die Wege geleitet. „Geschlechterdemokratie“ und „Migration“ wurden als Gemeinschaftsaufgaben in der Satzung verankert. Die gemeinsame Verpflichtung, sich gegen die Diskriminierung von Homosexuellen einzusetzen, wurde ebenfalls berücksichtigt.
In ihrer jetzigen Form existiert die Heinrich-Böll-Stiftung seit 1996/1997. Am 1. Juli 1997 nahm sie ihre Arbeit in den Hackeschen Höfen in Berlin auf; seit Juni 2008 – das Einweihungsfest fand zwei Monate später statt – befindet sich der Hauptsitz in der Schumannstraße in Berlin-Mitte gegenüber dem Deutschen Theater.
Im Mai 2022 wurde die „Heinrich-Böll-Stiftung“ in Russland als „unerwünschte Organisation“ eingestuft.

## Finanzierung

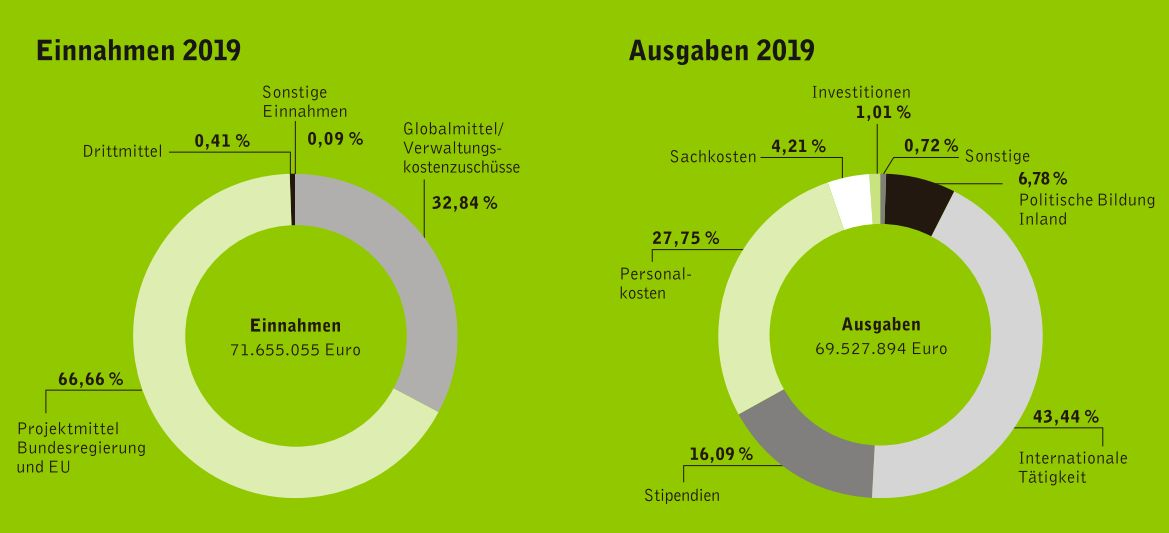
Einnahmen und Ausgaben der Heinrich-Böll-Stiftung für das Jahr 2019

Wie bei anderen parteinahen Stiftungen stammt der überwiegende Teil des Budgets aus Bundesmitteln; hinzu kommen projektbezogene Fördermittel der EU. Im Jahr 2019 betrugen die Einnahmen aus öffentlichen Fördermitteln ca. 71 Mio. Euro.
Zur Art der Finanzierung führte die ehemalige Präsidentin des Bundesverfassungsgerichts Jutta Limbach aus:

„Es ist selbstverständlich, dass man politische Stiftungen gründen kann, die von staatlichen Geldern leben, und solche, die man ganz privat (...) gründen kann, die ihre Subsidien mehr aus den Bereichen der Wirtschaft erhalten.“

Der Freundeskreis der Stiftung fördert durch Mitgliedsbeiträge und Spenden Projekte, die aufgrund des Zuwendungsrechts nicht aus Bundesmitteln finanziert werden dürfen. Hierzu gehören zahlreiche künstlerische und humanitäre Initiativen und Veranstaltungen, beispielsweise das Stipendienprogramm des Heinrich-Böll-Hauses sowie Musiktheater- und Theateraufführungen.
Im Jahr 2013 wurde von Mitgliedern des Freundeskreises die TuWas – Stiftung für Gemeinsinn errichtet. Auf diesem Wege ist es seitdem wie bei anderen parteinahen Stiftungen möglich, die Arbeit der hbs durch Zustiftungen zu unterstützen.

## Arbeitsschwerpunkte

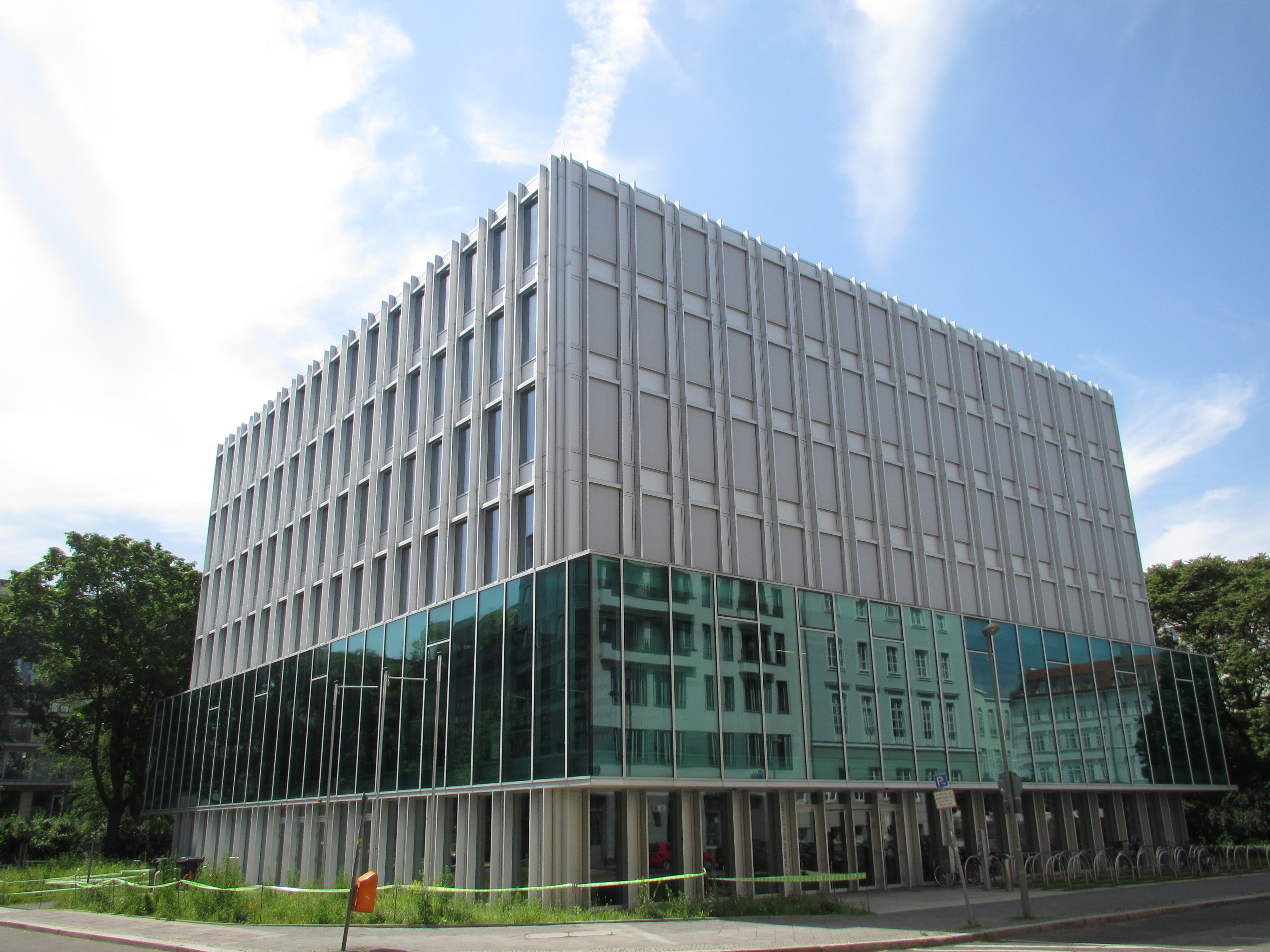
Heinrich-Böll-Stiftung (Nordseite)

Ihrem Leitbild zufolge hat die Heinrich-Böll-Stiftung sieben Hauptanliegen:
- Ökologie und Nachhaltigkeit
- Demokratie und Menschenrechte
- Selbstbestimmung und Gerechtigkeit
- Geschlechterdemokratie
- Gleichberechtigung kultureller und ethnischer Minderheiten
- soziale wie politische Partizipation von Immigranten
- Gewaltfreiheit und eine aktive Friedenspolitik

Diese werden – je nach regionalen Gegebenheiten und politischer Notwendigkeit – auf die folgenden Arbeitsschwerpunkte heruntergebrochen:
- Nachhaltige Entwicklung
- Verantwortungsbewusste Klima- und Energiepolitik
- Demokratie und Zivilgesellschaft
- Geschlechterpolitik
- Migration und Vielfalt
- Europapolitik
- Kunst und Kultur
- Nachwuchsförderung
- Politikberatung

## Auslandspräsenzen
Die Stiftung unterhält 34 Auslandsbüros (Stand 2023). Die internationale Projektarbeit beschränkt sich dabei nicht auf jene Länder, in denen ein Büro besteht (von denen einige für eine ganze Region zuständig sind). Insgesamt arbeitet die Stiftung mit über hundert Partnerprojekten in mehr als 60 Ländern zusammen.
Bereits vor Gründung der neuen Heinrich-Böll-Stiftung im Jahre 1997 hatten einige ihrer Vorläuferorganisationen Auslandsbüros, welche von der hbs weitergeführt wurden. Als erstes Auslandsbüro entstand das Büro Prag, das im August 1990 eröffnet wurde. Das Büro in Pakistan wurde 1993 eröffnet. Als Nächstes entstanden 1994 die Büros in der Türkei und Kambodscha, gefolgt von den Büros in Russland, Nigeria und dem Mittelamerika-Büro in El Salvador (alle 1995).
Von den Auslandsbüros wurde im Laufe der Jahre allein das Büro in Äthiopien (in Addis Abeba) wieder geschlossen – und zwar im Jahre 2012 – da, nach Aussage der Stiftung, die „politischen Rahmenbedingungen und die Gesetzeslage in Äthiopien“ (…) „eine politisch vertretbare und praktikable Arbeit der Stiftung“ verhinderten. Aus Sicherheitsgründen wurde Anfang 2013 die Leiterin des Büros in Kabul aus Afghanistan abberufen. Das Büro selbst setzt jedoch seine Arbeit mit Ortskräften fort.
Besetzt sind die Büros mit einer Leitung, die in das Projektland entsandt wird und welche in der Regel die deutsche Staatsangehörigkeit hat, sowie von Ortskräften, wozu gelegentlich noch weiteres aus Deutschland entsandtes Personal kommen kann. Zu den namhaften ehemaligen und aktuellen Büroleitern der Heinrich-Böll-Stiftung gehören u. a. Milan Horácek (Prag), René Wildangel (Ramallah) und Kerstin Müller (Tel Aviv). Die Entsendung von Kerstin Müller (ab Ende 2013) war umstritten. Die israelische Jerusalem Post warf Kerstin Müller vor, die von ihr unterstützte Initiative zur Kennzeichnung israelischer Produkte greife Nazi-Methoden auf. Manchen Büroleitern wurde vorgeworfen, ihre Mitarbeiter einzuschüchtern und sich nicht an in Deutschland übliche Standards zu halten. Da die Mitarbeiter aus rechtlichen Gründen nicht vom Betriebsrat der Stiftung vertreten werden können, wurden bei den parteinahen Stiftungen anderer Parteien zumindest Ombudsstellen eingerichtet. Diese gibt es bei der Böll-Stiftung nicht, so dass die Büroleiter sowohl Arbeitgeber als auch einzige Beschwerdestelle sind.

## Gremien
Zu Beginn hatte die Stiftung keine dezidierte Geschäftsführung. Der Vorstand war stattdessen mit drei Personen besetzt (wovon wenigstens zwei Frauen sein mussten), und die geschäftsführerischen Aufgaben wurden von einem der Vorstandsmitglieder übernommen. Diese Struktur wurde im Jahre 2002 geändert. Seither gibt es in der Praxis einen zweiköpfigen Vorstand (dem mindestens eine Frau angehören muss) sowie eine Geschäftsführung. Die Amtszeit der Vorstandsmitglieder beträgt fünf Jahre. Eine Wiederwahl ist möglich. Barbara Unmüßig gehörte dem Vorstand von 2002 bis 2022 an, seit 2017 gemeinsam mit Ellen Ueberschär. Seit dem 1. April 2022 besteht der Vorstand aus Imme Scholz und seit dem 1. Juni 2022 Jan Philipp Albrecht. Geschäftsführer ist seit März 2019 Steffen Heizmann.

### Frauenrat
Der Frauenrat wurde durch die Mitgliederversammlung gewählt. Ihm gehörten zwischen sieben und zehn Frauen an, welche den Vorstand der Stiftung beraten, Schwerpunkte in den Bereichen Frauenpolitik entwickeln sowie für Kriterien die Projektarbeit entwerfen sollten. Durch eine Satzungsänderung im Jahr 2017 wurde der Frauenrat in den „Fachbeirat Gemeinschaftsaufgabe Teilhabe, Geschlechterdemokratie und Antidiskriminierung“ eingegliedert. Die Absicht ist, so neben der Kategorie Geschlecht auch weitere Formen von Benachteiligungen mitzuberücksichtigen.

### Fachbeiräte
Die Fachbeiräte sind ehrenamtliche Gremien. Sie beraten die Stiftung in einer Reihe von Arbeitsfeldern. Aktuell (2020) gibt es die Fachbeiräte Studienwerk, Nord-Süd, Europa/Transatlantik sowie den Fachbeirat Gemeinschaftsaufgabe „Teilhabe, Geschlechterdemokratie und Antidiskriminierung“.

## Betriebsrat
Die Heinrich-Böll-Stiftung hat einen Betriebsrat.
Laut Aussagen der Freien Arbeiterinnen- und Arbeiter-Union (FAU) Berlin hat die Stiftung jahrelang den Aufbau bzw. Abbau und das Catering für Veranstaltungen über illegale Leiharbeit abgewickelt. Das Arbeitsgericht Berlin hat in seinem Urteil vom 5. September 2013 die Stiftung dazu verurteilt, die betroffenen Personen direkt zu beschäftigen. Die Heinrich-Böll-Stiftung hat das Urteil akzeptiert und darauf hingewiesen, sie sei, als Empfänger von Steuermitteln des Bundes, an das Zuwendungs- und Vergaberecht gebunden und könne Beschäftigte nicht nach eigenem Belieben bezahlen. Die FAU hat in der Folge weiter gegen die Stiftung protestiert und direkte Verhandlungen gefordert, was die Stiftung jedoch zurückwies, da die FAU „nicht tariffähig“ sei und entsprechend nicht über Tarife oder Arbeitsbedingungen verhandeln könne.

## Landesstiftungen
Die Heinrich-Böll-Stiftung hat 16 rechtlich eigenständige Landesstiftungen – in jedem Bundesland eine. Diese haben, mit Ausnahme der bayrischen Landesstiftung, alle den Namensbestandteil „Heinrich-Böll-Stiftung“, wobei mehrere der Landesstiftungen bereits vor der Bundesstiftung entstanden.

## Grünes Russlandforum
Gemeinsam organisierten die russische Menschenrechtsorganisation Memorial und die Heinrich-Böll-Stiftung ein regelmäßiges „Grünes Russlandforum“ in Berlin und Moskau.

## Kritik
Im Juli 2017 startete die Stiftung in Zusammenarbeit mit dem Gunda-Werner-Institut den Betrieb des Online-Lexikon Agent*In, welches nach Eigenaussage Wissen, Daten, Fakten und Zusammenhänge über die Einflussnahme von antifeministischen Akteur*innen auf Politik und Öffentlichkeit sammelt und organisiert. Das Projekt stieß medial auf Kritik, so wurde der Heinrich-Böll-Stiftung u. a. vorgeworfen, sie betreibe eine Plattform für „öffentliche Denunziation“ mit dem „Charakter [eines] Prangers“. In der Folge entschuldigte sich die Böll-Stiftung und stellte das Projekt ein.
Ende Januar 2021 warb die Vorsitzende Ellen Ueberschär in einem Debattenbeitrag im Tagesspiegel für Deutschlands „nukleare Teilhabe“ und mehr Unterstützung der NATO, was zu Irritationen bei den Grünen führte, da das nicht mit deren Grundsatzprogramm vereinbar ist.
Im Juli 2021 wurde der Grünen-Kanzlerkandidatin Annalena Baerbock von verschiedenen Medien vorgeworfen, sie habe ihr von 2009 bis 2012 von der Stiftung bezogenes Promotionsstipendium nicht nach den Förderrichtlinien des Bundesforschungsministeriums verwendet. Sie hatte angegeben, mehr als 50 Prozent ihrer Arbeitszeit für ihre Tätigkeit für die Brandenburger Grünen aufgewendet zu haben. Die Stiftung kündigte daraufhin an, zu prüfen, ob eine Rückzahlung notwendig sei. Der Focus warf der Stiftung im August 2021 vor, die Klärung im Hinblick auf den Wahlkampf zur Bundestagswahl 2021 zu verzögern. Kurz darauf wurde die Einschätzung der Stiftung bekanntgegeben, Baerbock habe das Stipendium gemäß den Richtlinien bezogen. Die Welt am Sonntag kritisierte, es sei unklar, auf welcher Basis die Stiftung zu diesem Ergebnis gekommen sei und verwies darauf, dass die Freie Universität Berlin die Akten zu Baerbocks Promotionsvorhaben vernichtet habe. Der Tagesspiegel kritisierte, dass die Stiftung keine Details zur Entscheidung veröffentlichte. Es sei unklar, welche konkreten Dokumente aus dem Förderungszeitraum der Stiftung noch vorlägen.

## Preise
Die Heinrich-Böll-Stiftung vergibt folgende Preise:

### Petra-Kelly-Preis
Der Petra-Kelly-Preis wird alle zwei Jahre vergeben an Menschen und zivilgesellschaftliche Vereinigungen, „die sich auf besondere Weise für die Achtung der Menschenrechte, für das gewaltfreie Lösen von Konflikten und den Schutz unserer Umwelt einsetzen.“ Der Preis ist nach Petra Kelly, einer Mitbegründerin der bundesdeutschen Grünen, benannt und mit 10.000 Euro dotiert.

### Hannah-Arendt-Preis
Der Hannah-Arendt-Preis für politisches Denken geht jährlich an Personen, welche in der Tradition Hannah Arendts zu öffentlichem politischen Denken und Handeln beitragen. Der Preis ist mit 10.000 Euro dotiert.

### Friedensfilmpreis
Der Friedensfilmpreis wird jährlich im Rahmen der Berlinale verliehen. Er ist mit 5.000 Euro und einer Plastik des Künstlers Otmar Alt dotiert.

### Anne-Klein-Frauenpreis
Mit dem Anne-Klein-Frauenpreis werden jährlich Frauen ausgezeichnet, die sich durch herausragendes Engagement für die Verwirklichung von Geschlechterdemokratie auszeichnen. Der Preis ist mit 10.000 Euro dotiert.

## Publikationen
Atlanten
Die Heinrich Böll Stiftung gibt zu verschiedenen Themenschwerpunkten (teils regelmäßig) sogenannte Atlanten heraus (unter anderem: Agrar-Atlas; Atlas: Iss was?! Tiere, Fleisch & Ich; Bodenatlas; Energieatlas; Europaatlas; Fleischatlas; Infrastrukturatlas; Insektenatlas; Kohleatlas; Konzernatlas; Meeresatlas; Mobilitätsatlas; Pestizidatlas; Plastikatlas).
Bücher (Auswahl)
- Oliver Decker, Elmar Brähler (Hrsg.): Autoritäre Dynamiken: Alte Ressentiments – neue Radikalität. Leipziger Autoritarismus Studie 2020 (PDF), Psychosozial-Verlag, Gießen 2020, ISBN 978-3-8379-7461-4.
- Naturliebe und Menschenhass. Völkische Siedler/innen in Thüringen, Sachsen, Sachsen-Anhalt, Hessen und Bayern (PDF), Heinrich-Böll-Stiftung Thüringen e. V., 2020, Redaktion: Solveig Negelen u. a.
- Heinrich-Böll-Stiftung (Hrsg.): Stichworte zur Zeit. Ein Glossar (Sammelband) transcript Verlag, Bielefeld 2020, ISBN 978-3-8376-5382-3.[60]
- Silke Helfrich, David Bollier: Frei, fair und lebendig – die Macht der Commons, transcript Verlag, Bielefeld 2019, ISBN 978-3-8376-5382-3.
- Luka Nakhutsrishvili und Heinrich-Böll-Stiftung (Hrsg.): Georgien, neu buchstabiert: Politik und Kultur eines Landes auf dem Weg nach Europa, transcript Verlag, Bielefeld 2018, ISBN 978-3-8376-4533-0.
- Heinrich-.Böll-Stiftung (Hrsg.): Wirtschaft im Zukunfts-Check: So gelingt die Grüne Transformation, oekom verlag, München 2017, ISBN 978-3-96006-008-6.
- Heinrich-Böll-Stiftung (Hrsg.): Iss was?! Tiere, Fleisch & Ich. Ein Buch für Kinder und Jugendliche. Heinrich-Böll-Stiftung, Berlin 2016, ISBN 978-3-86928-150-6, aktualisierte Neuauflage 2020, Nominierung Deutscher Jugendliteraturpreis 2017.[61]

Periodika
- Böll.Thema, eine dreimal pro Jahr erscheinende Zeitschrift.[62]
- Perspectives, Hintergrundberichte aus den Regionen Afrika, Asien sowie Nahost und Nordafrika[63]
- Iran-Report von Bahman Nirumand. Erscheint monatlich seit 2002. Das vollständige Textarchiv findet sich hier.

## Blogs
- Baustellen der Globalisierung von Rainer Falk – seit 2006
- Das Russland-Blog von Jens Siegert (Moskau) – seit 2008
- Heinrich von Arabien – seit 2013